# Еш-Шамс

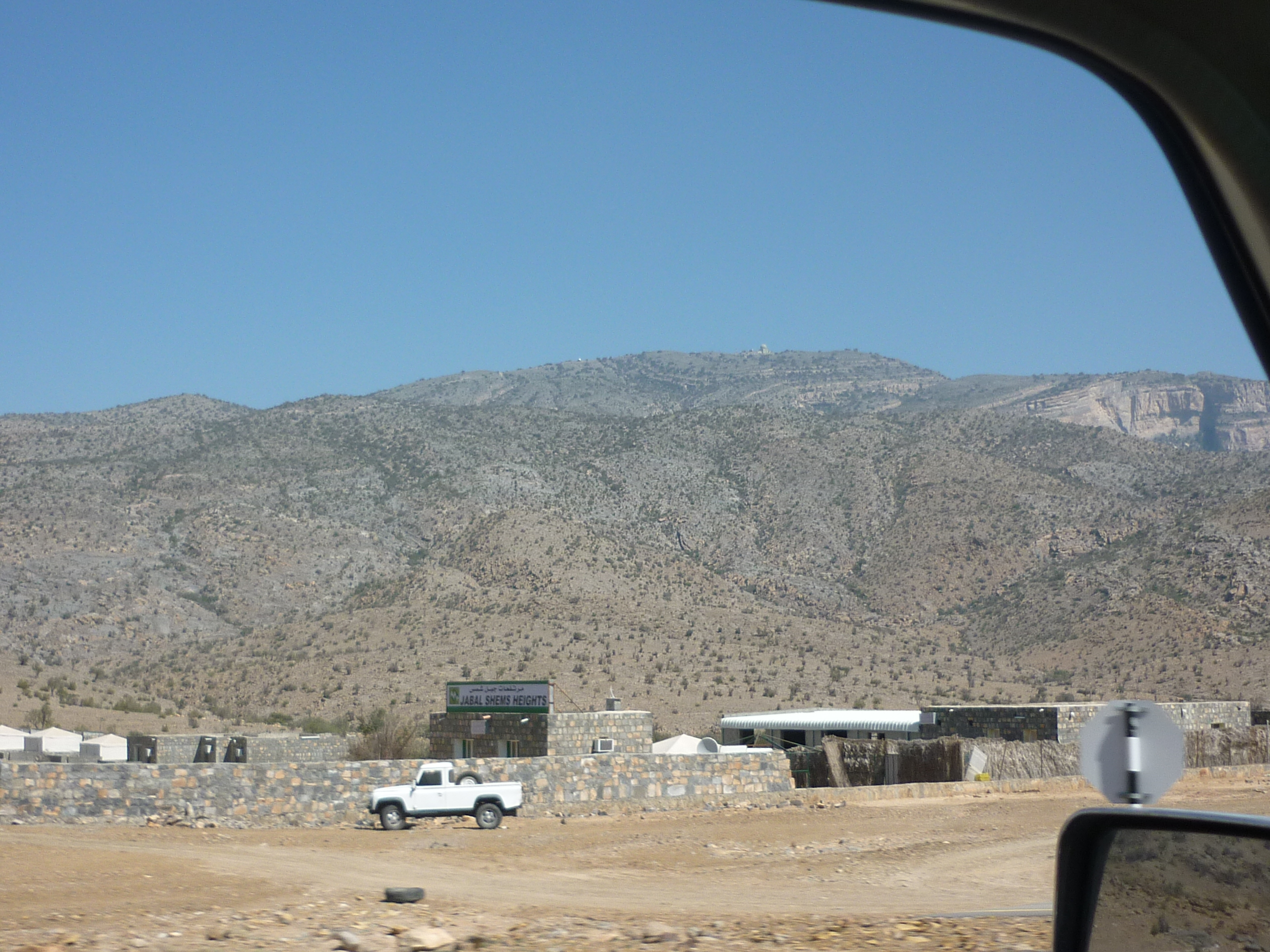
Турбаза поблизу гори. Вершину Еш-Шамс видно на горизонті

Еш-Шамс (араб. جبل شمس, гора сонця) — найвища точка Оману, розташована в гірській системі Хаджар. Висота 3009 м. Гора розташована близько 30 км на північ від міста Бахла.

## Загальна інформація
Навколо вершини — закрита зона, оскільки на вершині розташована військова станція радіолокації. До неї веде ґрунтова дорога.
Навпроти гори — оглядовий майданчик, який є популярною метою для туристів. Неподалік від нього розташована туристична база.

## Виноски
1. 1 2 3  Jebel Shams, Oman (англ.). Peakbagger.com[d]. Процитовано 19-09-2016.

## Топографічні карти
- Аркуш карти F-40-X Назва. Масштаб: 1 : 200 000. Видання 1979 р. (рос.)
- Sultanate of Oman Geographical Map (English, French, Italian and German Edition) by Gizi Map (Jan 1, 2007)., ISBN 9789638703071